# Timothy Van Patten
Pour les articles homonymes, voir Van Patten.
Timothy Van Patten, né le 10 juin 1959 à Brooklyn, New York (États-Unis), est un réalisateur, acteur, scénariste et producteur américain.

## Biographie
Il est le demi-frère de l'actrice Joyce Van Patten (née en 1934).
Sa fille, Grace Van Patten, est également actrice.

## Filmographie

### comme réalisateur
- 1996 : Promised Land (en) (série télévisée)
- 1999 : Un agent très secret (Now and Again) (série télévisée)
- 2001 : Water with food Coloring : Narrator
- 2000-2007 : Les Soprano (série télévisée)
- 2002-2004 : Sur écoute (série télévisée)
- 2002 : Untitled Paul Simms Pilot (TV)
- 2002 : Emma Brody (The American Embassy) (série télévisée)
- 2003-2004 : Sex and the City (série télévisée)
- 2004 : Deadwood (série télévisée)
- 2005 : Into the West (feuilleton télévisé)
- 2005-2007 : Rome (feuilleton télévisé)
- 2010 : The Pacific (série télévisée)
- 2011 : Boardwalk Empire (série télévisée)
- 2011 : Le Trône de fer (série télévisée)
- 2017 : Black Mirror (série télévisée)

### comme acteur
- 1982 : High Powder (TV) : Bill Reed
- 1982 : Class 1984 (Class of 1984) : Peter Stegman
- 1983 : Escape from El Diablo : Pauli
- 1984 : The Master (en) (TV) : Max Keller
- 1986 : Dress Gray (en) de Glenn Jordan (Téléfilm) : Lugar
- 1986 : Zone Troopers : Joey
- 1988 : The Wrong Guys (en) de Danny Bilson : J.T.
- 1988 : La Maison du cauchemar d'Umberto Lenzi
- 1988 : Catacombs : Father John Durham
- 1989 : True Blue (série TV) : Sergeant Andy Wojeski

### comme scénariste
- 2001 : Les Soprano

### comme producteur
- 2024 : Shōgun (série TV)

## Récompense
- Emmy Awards 2012 : Primetime Emmy Award de la meilleure réalisation pour une série télévisée dramatique pour Boardwalk Empire